# Indescomp
Indescomp (Investigación y desarrollo de computadoras) fue una empresa española de videojuegos y otras aplicaciones creada en diciembre de 1981.
Fue la encargada de distribuir los primeros programas de Spectrum y Amstrad CPC al salir en España. Su periodo de existencia apenas alcanzó los dos años aunque, además de realizar la distribución de los citados equipos, también se encargó de editar los primeros juegos realizados en España (incluso antes de que Dinamic pusiera en circulación los suyos), que fueron La Pulga, de los programadores extremeños Paco Suárez y Paco Portalo (Paco & Paco), y Fred, de Paco Menéndez, Carlos Granados y Fernando Rada.
Estos videojuegos tuvieron mucho más éxito fuera de España que en el propio país, y marcan el comienzo oficial de la edad de oro del software español.
También realizaron y distribuyeron varios programas para los sistemas MSX, entre ellos Super Tripper, Wrangler, etc.
Después de la desaparición de Indescomp, que fue absorbida por Amstrad y convertida en Amstrad España, los componentes de la misma terminarían por formar dos empresas: Opera Soft, por un lado, y Made in Spain, por el otro.